# Première Ligue indienne 2025
 (novembre 2024).

La Première Ligue indienne 2025 (également connue sous le nom de IPL 18 et sous la marque TATA IPL 2025) sera la 18e édition de la Indian Premier League . Le tournoi mettra en vedette dix équipes.
Navigation
2024 2026

## Contexte
La Indian Premier League est une franchise Twenty20 cricket ligue organisée en Inde, organisée par le Board of Control for Cricket in India. Il a lieu chaque année depuis la 2008. Les Kolkata Knight Riders sont les champions en titre, après avoir remporté leur troisième titre dans la saison précédente après avoir battu les Sunrisers Hyderabad lors de la finale.

### Conseil d'administration
Ce sera la première édition après la nomination unanime de Jay Shah, l'actuel secrétaire du Conseil de contrôle du cricket en Inde (BCCI), en tant que président du Conseil international du cricket (ICC). He will begin his term in December 2024,. V. Chamundeswaranath et CM Sane sont respectivement les représentants de l'Association indienne des joueurs de cricket (ICA) et le candidat du Contrôleur et auditeur général de l'Inde (CAG). Arun Singh Dhumal et Avishek Dalmiya continueront à exercer les fonctions de président et de trésorier de la ligue jusqu'à cette édition.

### Format
Le conseil d'administration de l'IPL a décidé de maintenir le nombre de matches à 74 pour cette édition, comme c'était le cas lors des trois saisons précédentes, afin d'aider les joueurs de cricket à équilibrer leur charge de travail. Les équipes sont réparties en deux groupes (A et B) de cinq équipes. Chaque équipe joue deux fois contre les cinq équipes de l'autre groupe (à domicile et à l'extérieur) et une fois contre les quatre équipes de son groupe. Toutes les équipes jouent sept matchs à domicile et sept matchs à l'extérieur. Après la phase de groupes, les quatre meilleures équipes sur la base du total des points se sont qualifiées pour les séries éliminatoires. Dans cette étape, les deux meilleures équipes s'affrontent (dans un match intitulé "Qualifier 1"), tout comme les deux équipes restantes (dans un match intitulé "Eliminator"). Alors que le vainqueur du Qualifier 1 s'est directement qualifié pour le match final, l'équipe perdante a eu une autre chance de se qualifier pour le match final en affrontant l'équipe gagnante du match Eliminator ; ce match est intitulé Qualifier 2. Le vainqueur de ce match de qualification 2 ultérieur est passé au match final. L'équipe qui a remporté le match final a été couronnée vainqueur de la Indian Premier League,.

#### Modifications des règles
Un changement de règles pour cette édition signifie que la ligue suivra le code de conduite du Conseil international de cricket (ICC) utilisé pour les matchs de Twenty20 International. L'IPL utilisait auparavant son propre code de conduite.

### Diffusion
Ce sera la première édition IPL à être diffusée après l'achèvement de la fusion entre Reliance Industries et Bodhi Tree Systems soutenus par Viacom18 et the Walt La filiale de Disney Company Star India. La nouvelle entité issue de cette fusion a été nommée JioStar,. Star Sports de Star India et JioCinema de Viacom18 avaient acquis respectivement les droits de diffusion par satellite et numérique de l'IPL 2023 à 2027. À la suite de la fusion, les deux actifs appartiennent à JioStar et JioCinema doit être fermé au profit de Disney+ Hotstar. Disney+ Hotstar détenait auparavant les droits de diffusion numérique d'IPL de 2018 à 2022.

## Équipes
Les mêmes 10 équipes de la saison précédente devraient revenir.
| Équipe                      | L'année dernière performance | entraîneur         | Capitaine       |
| --------------------------- | ---------------------------- | ------------------ | --------------- |
| Chennai Super Kings         | 5ème                         | Stephen Fleming    | Ruturaj Gaikwad |
| Delhi Capitals              | 6ème                         | Hemang Badani      | Axar Patel      |
| Gujarat Titans              | 8ème                         | Ashish Nehra       | Shubman Gill    |
| Kolkata Knight Riders       | Champions                    | Chandrakant Pandit | Ajinkya Rahane  |
| Lucknow Super Giants        | 7ème                         | Justin Langer      | Rishabh Pant    |
| Mumbai Indians              | 10ème                        | Mahela Jayawardene | Hardik Pandya   |
| Punjab Kings                | 9ème                         | Ricky Ponting      | Shreyas Iyer    |
| Rajasthan Royals            | 3rd                          | Rahul Dravid       | Sanju Samson    |
| Royal Challengers Bengaluru | 4ème                         | Andy Flower        | Rajat Patidar   |
| Sunrisers Hyderabad         | Finaliste                    | Daniel Vettori     | Pat Cummins     |

## Escouades
Les joueurs suivants ont été retenus ou signés par leurs équipes respectives pour le tournoi,.
| Chennai Super Kings | Delhi Capitals | Gujarat Titans | Kolkata Knight Riders | Lucknow Super Giants |
| --- | --- | --- | --- | --- |
| - Ruturaj Gaikwad (c) - Noor Ahmad - Khaleel Ahmed - Ravichandran Ashwin - Vansh Bedi - Mukesh Choudhary - Devon Conway - Sam Curran - MS Dhoni - Shivam Dube - Nathan Ellis - Ramakrishna Ghosh - Shreyas Gopal - Deepak Hooda - Ravindra Jadeja - Anshul Kamboj - Kamlesh Nagarkoti - Jamie Overton - Matheesha Pathirana - Shaik Rasheed - Rachin Ravindra - Vijay Shankar - Andre Siddarth - Gurjapneet Singh - Rahul Tripathi                  | - Axar Patel (c) - Dushmantha Chameera - Faf du Plessis - Donovan Ferreira - Jake Fraser-McGurk - Mukesh Kumar - Manvanth Kumar L - Ajay Mandal - Karun Nair - Darshan Nalkande - T. Natarajan - Vipraj Nigam - Abhishek Porel - KL Rahul - Sameer Rizvi - Ashutosh Sharma - Mohit Sharma - Mitchell Starc - Madhav Tiwari - Tristan Stubbs - Tripurana Vijay - Kuldeep Yadav - Harry Brook                                      | - Shubman Gill (c) - Gurnoor Brar - Jos Buttler - Gerald Coetzee - Karim Janat - Arshad Khan - Rashid Khan - Shahrukh Khan - Kulwant Khejroliya - Sai Kishore - Prasidh Krishna - Kumar Kushagra - Mahipal Lomror - Glenn Phillips - Kagiso Rabada - Anuj Rawat - Sherfane Rutherford - Ishant Sharma - Nishant Sindhu - Mohammed Siraj - Sai Sudharsan - Washington Sundar - Manav Suthar - Rahul Tewatia - Jayant Yadav | - Ajinkya Rahane (c) - Moeen Ali - Vaibhav Arora - Varun Chakravarthy - Quinton de Kock - Rahmanullah Gurbaz - Venkatesh Iyer - Spencer Johnson - Umran Malik - Mayank Markande - Sunil Narine - Anrich Nortje - Manish Pandey - Rovman Powell - Angkrish Raghuvanshi - Harshit Rana - Anukul Roy - Andre Russell - Ramandeep Singh - Rinku Singh - Luvnith Sisodia Replacements: - Chetan Sakariya | - Rishabh Pant (c) - Shahbaz Ahmed - Ayush Badoni - Ravi Bishnoi - Matthew Breetzke - Yuvraj Chaudhary - Akash Deep - Rajvardhan Hangargekar - Avesh Khan - Mohsin Khan - Arshin Kulkarni - Shamar Joseph - Aryan Juyal - Aiden Markram - Mitchell Marsh - David Miller - Nicholas Pooran - Abdul Samad - M Siddharth - Akash Singh - Digvesh Singh - Himmat Singh - Mayank Yadav - Prince Yadav |
| Mumbai Indians | Punjab Kings | Rajasthan Royals | Royal Challengers Bengaluru | Sunrisers Hyderabad |
| - Hardik Pandya (c) - Raj Angad Bawa - Trent Boult - Jasprit Bumrah - Deepak Chahar - Naman Dhir - Allah Mohammad Ghazanfar - Will Jacks - Bevon Jacobs - Ashwani Kumar - Robin Minz - Vignesh Puthur - Satyanarayana Raju - Ryan Rickelton - Mitchell Santner - Karn Sharma - Rohit Sharma - Krishnan Shrijith - Arjun Tendulkar - Reece Topley - Tilak Varma - Lizaad Williams - Suryakumar Yadav Replacements: - Mujeeb Ur Rahman - Corbin Bosch | - Shreyas Iyer (c) - Priyansh Arya - Pyla Avinash - Xavier Bartlett - Harpreet Brar - Yuzvendra Chahal - Praveen Dubey - Lockie Ferguson - Aaron Hardie - Josh Inglis - Marco Jansen - Musheer Khan - Glenn Maxwell - Azmatullah Omarzai - Kuldeep Sen - Suryansh Shedge - Arshdeep Singh - Harnoor Singh - Prabhsimran Singh - Shashank Singh - Marcus Stoinis - Yash Thakur - Vishnu Vinod - Nehal Wadhera - Vijaykumar Vyshak | - Sanju Samson (c) - Jofra Archer - Yudhvir Charak - Tushar Deshpande - Shubham Dubey - Fazalhaq Farooqi - Wanindu Hasaranga - Shimron Hetmyer - Yashasvi Jaiswal - Dhruv Jurel - Kumar Kartikeya - Akash Madhwal - Kwena Maphaka - Riyan Parag - Nitish Rana - Kunal Rathore - Ashok Sharma - Sandeep Sharma - Vaibhav Suryavanshi - Maheesh Theekshana                                                                  | - Rajat Patidar (c) - Virat Kohli - Jacob Bethell - Manoj Bhandage - Swastik Chikara - Rasikh Salam Dar - Tim David - Yash Dayal - Josh Hazlewood - Bhuvneshwar Kumar - Liam Livingstone - Lungi Ngidi - Devdutt Padikkal - Krunal Pandya - Mohit Rathee - Phil Salt - Jitesh Sharma - Suyash Sharma - Romario Shepherd - Abhinandan Singh - Swapnil Singh - Nuwan Thushara                         | - Pat Cummins (c) - Zeeshan Ansari - Sachin Baby - Brydon Carse - Rahul Chahar - Travis Head - Ishan Kishan - Heinrich Klaasen - Eshan Malinga - Abhinav Manohar - Kamindu Mendis - Harshal Patel - Nitish Kumar Reddy - Mohammad Shami - Abhishek Sharma - Simarjeet Singh - Atharva Taide - Jaydev Unadkat - Aniket Verma - Adam Zampa Replacements: - Wiaan Mulder                            |

## Changements de personnel
La rétention de la Premier League indienne a eu lieu le 31 octobre 2024. Les équipes ont retenu un total de 46 joueurs, investissant un montant cumulé de 558,5 crores. Heinrich Klaasen est devenu le joueur retenu le plus cher de l'histoire de l'IPL pour 23 crores, tandis que Virat Kohli est devenu le joueur indien retenu le plus cher pour 21 crores respectivement. Punjab Kings participera à la méga vente aux enchères avec 110,5 crores, la bourse la plus élevée jamais vue dans l'histoire de l'IPL pour n'importe quelle équipe.
La BCCI a annoncé la liste des enchères des joueurs le 5 novembre 2024, et la liste détaillée des joueurs a été annoncée le 15 novembre 2024. La méga vente aux enchères aura lieu respectivement les 24 et 25 novembre à Jeddah, Arabie Saoudite. Elle aura lieu à l'étranger pour la deuxième année consécutive, après que Dubaï, Émirats arabes unis aient accueilli la vente aux enchères de l'année précédente,.Un nombre record de 1 574 joueurs se sont inscrits à la prochaine méga-enchère, ce qui représente le nombre le plus élevé jamais enregistré. Parmi eux, seuls 574 joueurs ont été présélectionnés,. Mallika Sagar a été commissaire-priseur pour la deuxième année.
Les Punjab Kings ont participé à la Mega Auction avec US$13 million, la plus grosse bourse de l'histoire de l'IPL. Lors de la vente aux enchères, le record du joueur le plus cher, détenu jusqu'alors par Mitchell Starc (US$2.8 million), a été battu à deux reprises. D'abord, Shreyas Iyer a été vendu à Punjab pour US$3.1 million,,avant que Rishabh Pant ne soit vendu à Lucknow Super Giants pour US$3.1 million,. Vaibhav Suryavanshi est devenu le plus jeune joueur vendu dans l'histoire de l'IPL à l'âge de 13 ans, étant acheté par Rajasthan Royals pour US$130,000,.

## Phase de championnat

### Tableau des points
| Pos                                                             | Grp | Team                        | Pld | W | L | NR | Pts | NRR    | Result | Result | Result | Result | Result | Result | Result | Result | Result | Result | Result | Result | Result | Result |
| --------------------------------------------------------------- | --- | --------------------------- | --- | - | - | -- | --- | ------ | ------ | ------ | ------ | ------ | ------ | ------ | ------ | ------ | ------ | ------ | ------ | ------ | ------ | ------ |
| 1                                                               | B   | Sunrisers Hyderabad         | 1   | 1 | 0 | 0  | 2   | +2.200 | 2      |        |        |        |        |        |        |        |        |        |        |        |        |        |
| 2                                                               | A   | Royal Challengers Bengaluru | 1   | 1 | 0 | 0  | 2   | +2.137 | 2      |        |        |        |        |        |        |        |        |        |        |        |        |        |
| 3                                                               | A   | Punjab Kings                | 1   | 1 | 0 | 0  | 2   | +0.550 | 2      |        |        |        |        |        |        |        |        |        |        |        |        |        |
| 4                                                               | A   | Chennai Super Kings         | 1   | 1 | 0 | 0  | 2   | +0.493 | 2      |        |        |        |        |        |        |        |        |        |        |        |        |        |
| 5                                                               | B   | Delhi Capitals              | 1   | 1 | 0 | 0  | 2   | +0.371 | 2      |        |        |        |        |        |        |        |        |        |        |        |        |        |
| 6                                                               | B   | Lucknow Super Giants        | 1   | 0 | 1 | 0  | 0   | -0.371 | 0      |        |        |        |        |        |        |        |        |        |        |        |        |        |
| 7                                                               | B   | Mumbai Indians              | 1   | 0 | 1 | 0  | 0   | -0.493 | 0      |        |        |        |        |        |        |        |        |        |        |        |        |        |
| 8                                                               | B   | Gujarat Titans              | 1   | 0 | 1 | 0  | 0   | -0.550 | 0      |        |        |        |        |        |        |        |        |        |        |        |        |        |
| 9                                                               | A   | Kolkata Knight Riders       | 1   | 0 | 1 | 0  | 0   | -2.137 | 0      |        |        |        |        |        |        |        |        |        |        |        |        |        |
| 10                                                              | A   | Rajasthan Royals            | 1   | 0 | 1 | 0  | 0   | -2.200 | 0      |        |        |        |        |        |        |        |        |        |        |        |        |        |
| Dernière mise à jour : 25 mars 2025 \| l' origine: ESPNcricinfo |     |                             |     |   |   |    |     |        |        |        |        |        |        |        |        |        |        |        |        |        |        |        |

## Calendrier
Toutes les heures sont exprimées en Indian Standard Time (UTC+05:30)
| Match 1 22 mars 2025 19:30 Tableau de bord |

| Kolkata Knight Riders (H) 174/8 (20 overs)          | v | Royal Challengers Bengaluru 177/3 (16.2 overs)   |
| Ajinkya Rahane 56 (31) Krunal Pandya 3/29 (4 overs) |   | Virat Kohli 59* (36) Sunil Narine 1/27 (4 overs) |

- Royal Challengers Bengaluru ont remporté le tirage au sort et ont choisi de jouer au bowling.

| Match 2 23 mars 2025 15:30 Tableau de bord |

| Sunrisers Hyderabad (H) 286/6 (20 overs)               | v | Rajasthan Royals 242/6 (20 overs)                |
| Ishan Kishan 106* (47) Tushar Deshpande 3/44 (4 overs) |   | Dhruv Jurel 70 (35) Harshal Patel 2/34 (4 overs) |

- Rajasthan Royals ont remporté le tirage au sort et ont choisi de jouer au bowling.
- Aniket Verma (Sunrisers Hyderabad) a fait ses débuts en IPL[42].

| Match 3 23 mars 2025 19:30 Tableau de bord |

| Mumbai Indians 155/9 (20 overs)               | v | Chennai Super Kings (H) 158/6 (19.1 overs)             |
| Tilak Varma 31 (25) Noor Ahmad 4/18 (4 overs) |   | Rachin Ravindra 65* (45) Vignesh Puthur 3/32 (4 overs) |

- Les Chennai Super Kings ont remporté le tirage au sort et ont choisi de jouer au bowling.
- Vignesh Puthur (Mumbai Indians) a fait ses débuts en T20[43].

| Match 4 24 mars 2025 19:30 Tableau de bord |

| Lucknow Super Giants 209/8 (20 overs)                 | v | Delhi Capitals (H) 211/9 (19.3 overs)                  |
| Nicholas Pooran 75 (30) Mitchell Starc 3/42 (4 overs) |   | Ashutosh Sharma 66* (31) Shardul Thakur 2/19 (2 overs) |

- Delhi Capitals ont remporté le tirage au sort et ont choisi de jouer au bowling.
- Vipraj Nigam (Delhi Capitals) a fait ses débuts en IPL[44].

| Match 5 25 mars 2025 19:30 Tableau de bord |

| Punjab Kings 243/5 (20 overs)                    | v | Gujarat Titans (H) 232/5 (20 overs)                 |
| Shreyas Iyer 97* (42) Sai Kishore 3/30 (4 overs) |   | Sai Sudharsan 74 (41) Arshdeep Singh 2/36 (4 overs) |

- Gujarat Titans ont remporté le tirage au sort et ont choisi de jouer au bowling.
- Priyansh Arya[45] et Suryansh Shedge (Punjab Kings) ont fait leurs débuts en IPL.

| Match 6 26 mars 2025 19:30 Tableau de bord |

| Rajasthan Royals (H) | v | Kolkata Knight Riders |
|                      |   |                       |

## Remarques
1. ↑  Umran Malik got ruled out the season due to an injury, and he was replaced by Chetan Sakariya[18].
2. 1 2  Allah Ghazanfar got ruled out the season due to a back injury, and he was replaced by Mujeeb Ur Rahman[19].
3. 1 2  Lizaad Williams got ruled out the season due to a knee injury, and he was replaced by Corbin Bosch[20].
4. 1 2  Brydon Carse got ruled out the season due to a toe injury, and he was replaced by Wiaan Mulder[22].